# Acraea angolanus
Acraea angolanus är en fjärilsart som beskrevs av Percy I. Lathy 1906. Acraea angolanus ingår i släktet Acraea och familjen praktfjärilar. Inga underarter finns listade i Catalogue of Life.